# بخش هریسون (شهرستان پیکاوی، اوهایو)
بخش هریسون (به انگلیسی: Harrison Township) یک منطقهٔ مسکونی در ایالات متحده آمریکا است که در شهرستان پیکوای، اوهایو واقع شده‌است.
 بخش هریسون ۷۲٫۵ کیلومتر مربع مساحت و ۶٬۴۲۴ نفر جمعیت دارد و ۲۱۴ متر بالاتر از سطح دریا واقع شده‌است.